# Gästrikland
Gästrikland (câteodată cunoscută ca Gestricia) este o provincie a Suediei.